# Rafał Olbiński

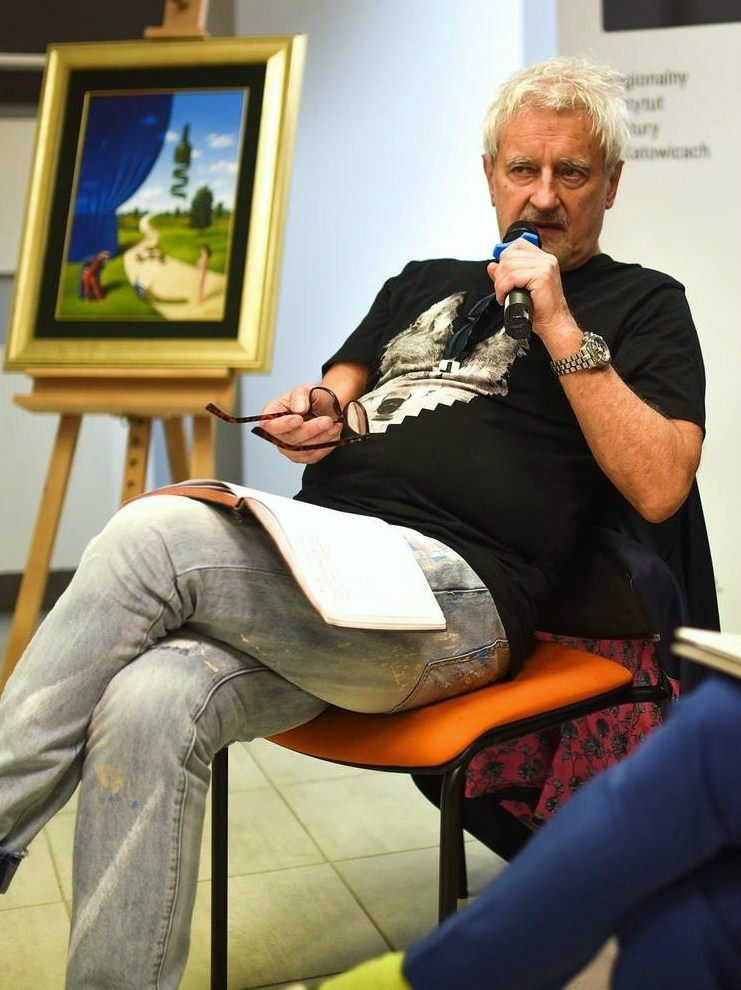
Rafał Olbiński (2018)

Rafał Olbiński (* 1943 in Kielce) ist ein polnischer Maler, Illustrator und Designer.
Rafał Olbiński bekam in Polen seine Ausbildung am Warschauer Polytechnikum und emigrierte 1981 in die USA. Er entwarf Titelbilder für namhafte Zeitschriften wie den Spiegel. Seine surrealistischen Bilder werden auch als Poster vertrieben. Originale finden sich im National Arts Club in New York, in der Library of Congress in Washington, im Suntory Museum in Osaka und an vielen Orten Europas.